# Communauté de communes du Pays Sostranien
La communauté de communes du Pays Sostranien est une communauté de communes française, située dans le département de la Creuse et la région Nouvelle-Aquitaine.

## Historique
En 2017, les communautés de communes du Pays Dunois, du Pays Sostranien et de Bénévent-Grand-Bourg fusionnent pour former la communauté de communes Monts et Vallées Ouest Creuse. La fusion est annulée par décision du tribunal administratif le 31 décembre 2019.

## Territoire communautaire

### Composition
La communauté de communes est composée des 10 communes suivantes :

| Nom                          | Code Insee | Gentilé          | Superficie (km2) | Population (dernière pop. légale) | Densité (hab./km2) |
| ---------------------------- | ---------- | ---------------- | ---------------- | --------------------------------- | ------------------ |
| La Souterraine (siège)       | 23176      | Sostraniens      | 37,07            | 4 928 (2022)                      | 133                |
| Azerables                    | 23015      | Drabléziens      | 39,44            | 803 (2022)                        | 20                 |
| Bazelat                      | 23018      | Bazelatois       | 13,43            | 229 (2022)                        | 17                 |
| Noth                         | 23143      | Nothois          | 22,89            | 495 (2022)                        | 22                 |
| Saint-Agnant-de-Versillat    | 23177      | Versillacois     | 50,46            | 1 059 (2022)                      | 21                 |
| Saint-Germain-Beaupré        | 23199      | Saint-Germanois  | 17,06            | 355 (2022)                        | 21                 |
| Saint-Léger-Bridereix        | 23207      | Briderois        | 8,1              | 165 (2022)                        | 20                 |
| Saint-Maurice-la-Souterraine | 23219      | Saint-Mauriciens | 39,72            | 1 126 (2022)                      | 28                 |
| Saint-Priest-la-Feuille      | 23235      | Baracats         | 27,44            | 721 (2022)                        | 26                 |
| Vareilles                    | 23258      | Vareillois       | 17,68            | 322 (2022)                        | 18                 |

### Démographie
| 1968   | 1975   | 1982   | 1990   | 1999   | 2009   | 2014   | 2020   |
| ------ | ------ | ------ | ------ | ------ | ------ | ------ | ------ |
| 11 905 | 11 351 | 11 267 | 10 984 | 10 611 | 11 186 | 11 031 | 10 380 |

## Administration

### Siège
Le siège de la communauté de communes est situé à La Souterraine.

### Les élus
Le conseil communautaire de la communauté de communes se compose de 29 conseillers, représentant chacune des communes membres et élus pour une durée de six ans.
Ils sont répartis comme suit :
| Nombre de conseillers | Communes                                                |
| --------------------- | ------------------------------------------------------- |
| 14                    | La Souterraine                                          |
| 3                     | Saint-Agnant-de-Versillat, Saint-Maurice-la-Souterraine |
| 2                     | Azerables, Saint-Priest-la-Feuille                      |
| 1 (+1 suppléant)      | les 5 autres communes                                   |

### Présidence
| Période                                  | Période  | Identité        | Étiquette | Qualité                                                                                              |
| ---------------------------------------- | -------- | --------------- | --------- | --- |
| Les données manquantes sont à compléter. |          |                 |           | |
| juillet 2020                             | En cours | Étienne Lejeune | PS        | maire de La Souterraine (2020 → ), conseiller départemental (canton de La Souterraine (2015 → 2021)) |

### Régime fiscal et budget
Le régime fiscal de la communauté de communes est la fiscalité professionnelle unique (FPU).